# Veuve Roiné aîné
Veuve Roiné aîné, née Françoise Morinière est une fabricante de cartes à jouer nantaise née en 1784 et morte en 1839. Elle dirige l'une des principales manufactures de Bretagne de 1820 à 1836.

## Historique

### Nantes, capitale de la carte à jouer
On fabrique des cartes à jouer à Nantes à partir du XVIe siècle. À partir de la fin du XVIIIe siècle, Nantes devient  la capitale de la carte à jouer du fait notamment d'une réglementation qui restreint la production des cartes à un régime d'autorisation. C'est également un lieu d'export de ces produits, notamment vers l'Espagne.

### La famille Roiné
La famille Roiné est une famille de fabricants de cartes à jouer établie sur le pont d'Erdre, à Nantes, exerçant son activité du XVIIIe siècle au XIXe siècle. C'est la plus importante dynastie d'imagiers nantais, dont les produits sont reconnaissables à l'utilisation des coloris rose, vert et noir et à leur trait gras.

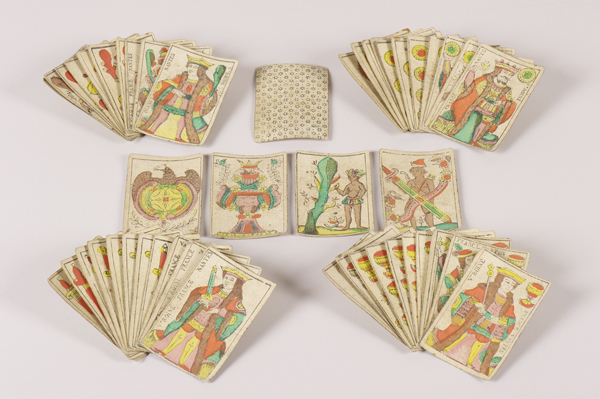
Jeu de cartes d'aluette ou de 'Vache' de l'atelier Veuve Roiné de Nantes composé de 48 cartes

Le premier cartier de la famille, Urbain Roiné, laisse sa manufacture de cartes à jouer à son fils Pierre-Vincent en 1782. Le fils de ce dernier, Pierre (Roiné aîné), hérite de la fabrique en 1802, et meurt vers 1817. Sa veuve Roiné aîné s'associe au frère cadet de ce dernier, Philibert Roiné, à partir de 1826, sous la marque "Veuve Roiné âiné & Roiné Fils Jeune". En 1834, elle continue en son nom propre, avant de vendre son fonds à l'associé de son fils en 1836.

## Produits Veuve Roiné aîné
La Veuve Roiné aîné produit des jeux d'aluette, populaires dans l'ouest de la France, mais également d'autres types de cartes françaises et espagnoles. Sa production s'étend également à la dominoterie, les cartons de feuilles et cartes pour adresses.

## Conservation
Des jeux de carte et enveloppes, signés Veuve Roiné aîné, font partie des collections du Château des ducs de Bretagne.
|  |